# Should I Remove It?
Should I Remove It?とはReason Softwareが出しているフリーウェアユーティリティでクラウドソーシングデータを使ってMicrosoft Windowsのシステムから除去すべきプログラムを提示している。

## 機能
このソフトウェアは使用ユーザーの行動をもとにクラウドソースされたデータを使うことでコンピュータ内にあるソフトウェアの人気ぶりを表示している。また検知したプログラムに関してこのソフトウェア内でアンインストールした割合が表示される。さらにReason Softwareのウェブサイトを典拠にする追加詳細情報を閲覧することでソフトウェアをアンインストールするか何もしなくてもいいか選ぶことができる。高い確率で除去されるソフトウェアは赤で、残される可能性が高いソフトウェアは緑で表示される。公式サイトにおいてReason Softwareは最も頻繁に保持されたり、最も一般的にインストールされたプログラムであったり、メーカーが最大級の人気を誇っているなどのプログラムの統計詳細データを保持している。

## 評価
CNETのダン・ラッセルは星5つのうち星3つ半の採点で「多くのソフトウェアは信頼できる評価のための十分なフィードバックが欠けているが、Should I Remove It?は検索を始めるのに良いソフトウェアだ。」と、PC Advisorのマイク・ウィリアムズはクラウドソースされたデータに関して「特に有益で信頼できるわけではない」が、アプリケーションはリサーチのための良い開始点だと、CNETのトゥオン・グエンはメンテナンスやアンインストールのタスクが他のプログラムのように強力ではなく、クラウドソースデータもミスリードを誘うが、「コンピュータ内を整理するために絶対持つべきツール」だと、Tom's Hardwareは5点満点のうち4.5点と採点し、「このプログラムはコンピュータからブロートウェアやユーザーが必要としないプログラムを除去する良い仕事を管理している。」と評した。PC Worldのイアン・パウルは「簡単でわかりやすい」としながらもReason Softwareのウェブサイトへの迷惑なアクセスに依存していることを批判している。The Next Webのジョン・ラッセルは「PCを注意深くあつかう人々のほとんどはこのプログラムを必要としないが、もし入っているソフトウェアについてよく分からない点があった場合、Should I Remove It?は良い参考になる。」と評した。